# Capnolymma stygia
Capnolymma stygia är en skalbaggsart som beskrevs av Francis Polkinghorne Pascoe 1858. Capnolymma stygia ingår i släktet Capnolymma och familjen långhorningar. Inga underarter finns listade.